# 80일간의 세계일주 (애니메이션)
《80일간의 세계일주》(일본어: アニメ80日間世界一周 아니메 하치주니치칸세카이잇슈[*], 스페인어: La vuelta al mundo de Willy Fog)는 일본의 닛폰 애니메이션과 스페인의 BRB 인테르나시오날이 공동 제작한 텔레비전 애니메이션이다.

## 개요
1983년 방송되었으며, 1화당 26분으로 총 26화이다. 쥘 베른의 동명 소설을 바탕으로 등장인물들을 모두 동물로 묘사하고 있다. 영국 신사 윌리 포그가 클럽에서 은행장 설리번과 80일간 세계일주할 수 있는지 20,000 파운드 내기를 하였다. 설리번에 고용자들에 의한 방해 공작과 경찰에 은행 강도로 오인 받으면서 포그는 세계 일주를 목표로 한다.
스페인에서는 TVE1에서 1984년 1월 15일부터 7월 15일까지 방송되었다. 일본에서는 1985년에 OVA 《동물 80일간의 세계 일주》로 VHD 소프트에서 발매 후 TV 아사히에서 1987년 10월 10일부터 1988년 3월 26일까지 22회가 방송됐다.
1993년, BRB 인테르나시오날은 쥘 베른의 《해저 2만리》를 바탕으로 《윌리 포그 2》를 제작했다. 2008년에 제작 25주년을 기념해 스페인에서 뮤지컬이 제작되었다.